# Ljubinko Drulović
Ljubinko Drulović (cyryl. Љубинко Друловић, wym. [ʎubinkɔ drulɔʋitɕ]; ur. 11 kwietnia 1968 w Novej Varošy) – serbski piłkarz grający na pozycji ofensywnego pomocnika, a także trener.

## Kariera klubowa
Ljubinko urodził się w małym mieście Nova Varoš. Tam też rozpoczął karierę piłkarską w klubie Zlatar Nova Varoš i w pierwszym zespole występował w latach 1986–1987. Następnie trafił do Slogi Požega, a w 1988 roku został zawodnikiem Slobody Užice, w której przez półtora roku występował na boiskach drugiej ligi jugosłowiańskiej. Na początku 1990 roku przeszedł do pierwszoligowego Radu i w latach 1990–1992 był jego najlepszym strzelcem w rozgrywkach ligowych.
Latem 1992 Drulović wyjechał do Portugalii. Został zawodnikiem Gil Vicente FC i w sezonie 1992/1993 był jego najlepszym strzelcem z 9 golami na koncie. Skuteczny był także w rundzie jesiennej sezonu 1993/1994, kiedy zaliczył 7 trafień. Tym samym zainteresowało się nim FC Porto i już na wiosnę Serb został piłkarzem tego zespołu. W Porto szybko przebił się do pierwszego składu i do końca sezonu strzelił jeszcze 11 bramek. Został wicemistrzem Portugalii, zdobył Puchar Portugalii oraz dotarł do półfinału Ligi Mistrzów. W latach 1995–1999 pięciokrotnie z rzędu zostawał mistrzem Portugalii, a dodatkowo w 1998 roku zdobył także krajowy puchar. Ten drugi sukces powtórzył także w latach 2000 i 2001, ale już ani razu nie wywalczył tytułu mistrza kraju i dwukrotnie zajął ze „Smokami” 2. miejsce w lidze. W Porto spędził łącznie 7,5 roku i w tym okresie rozegrał 225 spotkań ligowych, w którym strzelił 40 bramek będąc jednym z najskuteczniejszych zawodników zespołu w tym okresie.
Latem 2001 Drulović odszedł do odwiecznego rywala FC Porto, lizbońskiej Benfiki. W sezonie 2001/2002 grał w wyjściowej jedenastce, ale już w następnym stracił w niej miejsce i był rezerwowym. Nie zdobył gola, ale Benfica zdołała po raz 26 w historii zostać wicemistrzem Portugalii. Latem 2003 Ljubinko wrócił do Serbii i przez rok występował w Partizanie, z którym został wicemistrzem ligi. W sezonie 2004/2005 znów grał w Portugalii, tym razem w FC Penafiel, któremu pomógł w utrzymaniu w lidze, a latem zakończył piłkarską karierę w wieku 37 lat.
| Sezon   | Klub              | Kraj                | Rozgrywki                                              | Mecze | Bramki |
| ------- | ----------------- | ------------------- | ------------------------------------------------------ | ----- | ------ |
| 1986/87 | Zlatar Nova Varoš | Jugosławia          | Treća liga                                             | ?     | ?      |
| 1987/88 | Sloga Požega      | Jugosławia          | Treća liga                                             | ?     | ?      |
| 1988/89 | FK Sloboda Užice  | Jugosławia          | Druga liga                                             | 36    | 3      |
| 1989/90 | FK Sloboda Užice  | Jugosławia          | Druga liga                                             | 19    | 6      |
| 1989/90 | FK Rad            | Jugosławia          | Prva liga                                              | 14    | 3      |
| 1990/91 | FK Rad            | Jugosławia          | Prva liga                                              | 34    | 10     |
| 1991/92 | FK Rad            | Jugosławia          | Prva liga                                              | 29    | 12     |
| 1992/93 | Gil Vicente FC    | Portugalia          | Primeira Divisão (1992–1999) Primeira Liga (1999–2003) | 32    | 9      |
| 1993/94 | Gil Vicente FC    | Portugalia          | Primeira Divisão (1992–1999) Primeira Liga (1999–2003) | 12    | 7      |
| 1993/94 | FC Porto          | Portugalia          | Primeira Divisão (1992–1999) Primeira Liga (1999–2003) | 21    | 11     |
| 1994/95 | FC Porto          | Portugalia          | Primeira Divisão (1992–1999) Primeira Liga (1999–2003) | 23    | 5      |
| 1995/96 | FC Porto          | Portugalia          | Primeira Divisão (1992–1999) Primeira Liga (1999–2003) | 31    | 8      |
| 1996/97 | FC Porto          | Portugalia          | Primeira Divisão (1992–1999) Primeira Liga (1999–2003) | 30    | 1      |
| 1997/98 | FC Porto          | Portugalia          | Primeira Divisão (1992–1999) Primeira Liga (1999–2003) | 30    | 4      |
| 1998/99 | FC Porto          | Portugalia          | Primeira Divisão (1992–1999) Primeira Liga (1999–2003) | 32    | 3      |
| 1999/00 | FC Porto          | Portugalia          | Primeira Divisão (1992–1999) Primeira Liga (1999–2003) | 33    | 4      |
| 2000/01 | FC Porto          | Portugalia          | Primeira Divisão (1992–1999) Primeira Liga (1999–2003) | 25    | 4      |
| 2001/02 | SL Benfica        | Portugalia          | Primeira Divisão (1992–1999) Primeira Liga (1999–2003) | 31    | 5      |
| 2002/03 | SL Benfica        | Portugalia          | Primeira Divisão (1992–1999) Primeira Liga (1999–2003) | 19    | 0      |
| 2003/04 | FK Partizan       | Serbia i Czarnogóra | Prva liga                                              | 26    | 5      |
| 2004/05 | FC Penafiel       | Portugalia          | Primeira Liga                                          | 23    | 4      |

## Kariera reprezentacyjna
W reprezentacji Jugosławii Drulović zadebiutował 28 grudnia 1996 roku w wygranym 3:2 towarzyskim spotkaniu z Argentyną. W 1998 roku został powołany przez Slobodana Santrača do kadry na Mistrzostwa Świata we Francji. Tam był rezerwowym i nie wystąpił w żadnym spotkaniu, ale na Euro 2000 był już podstawowym zawodnikiem „Plavich”. Zagrał we wszystkich czterech meczach Jugosłowian: zremisowanym 3:3 ze Słowenią (zdobył gola w 70. minucie), wygranym 1:0 z Norwegią oraz przegranych 3:4 z Hiszpanią i 1:6 w ćwierćfinale z Holandią. Ostatni mecz w kadrze narodowej rozegrał 6 października 2001 przeciwko Luksemburgowi (6:2). Ogółem w reprezentacji wystąpił 38 razy i strzelił 3 gole.

## Kariera trenerska
Po zakończeniu kariery piłkarskiej Drulović został trenerem. W 2006 roku objął trzecioligowy zespół GD Tourizense, a w 2007 roku uzyskał profesjonalną licencję trenerską. W kwietniu 2008 został zatrudniony na stanowisku pierwszego trenera FK Banat Zrenjanin grającego w serbskiej Superlidze. Ostatecznie zajął z tym zespołem 9. pozycję w lidze.